# Stelis interrupta
Stelis interrupta là một loài Hymenoptera trong họ Megachilidae. Loài này được Cresson mô tả khoa học năm 1897.